# Residència de la Costa Oriental
La residència de la Costa Oriental fou una entitat administrativa de les Índies Orientals Holandeses, formada pels estats de la costa oriental al sud d'Atjeh i dependències i fins a Indragiri (que depenia de la residència de Riau). Estava dividida en sis subdivisions o regències (afdeeling):
- Deli en Serdang
- Batoe Bahara
- Simelungun en de Karolanden
- Asahan
- Labohan Batoe
- Bengkalis